# 聖西蒙 (薩爾瓦多)
聖西蒙（西班牙語：San Simón），是薩爾瓦多的城鎮，位於該國東北部，由莫拉桑省負責管轄，面積39.14平方公里，海拔高度567米，2007年人口10,102，人口密度每平方公里258.1人。
13°50′N 88°14′W / 13.833°N 88.233°W